# Propithecus coquereli
Propithecus coquereli är en primat i släktet sifakor som förekommer på västra Madagaskar. Den listades tidigare som underart till Propithecus verreauxi och godkänns nu oftast som självständig art.

## Utseende
Denna primat når en kroppslängd (huvud och bål) av 43 till 50 cm och en svanslängd av 42 till 46 cm. Vikten varierar mellan 3,5 och 4,3 kg. Pälsen har huvudsakligen en vit eller ljusgul färg Påfallande är stora mörkbruna fläckar på armarna, på låren och ibland på bröstet. Ansiktet och öronen är bara glest täckta med hår och där finns svart hud. Som kontrast är ögonen gul till orangeröd.

## Utbredning och habitat
Utbredningsområdet ligger i nordvästra delen av provinsen Mahajanga. Arten vistas i låglandet och i kulliga områden. Habitatet utgörs främst av städsegröna skogar och Propithecus coquereli uppsöker även buskskogar och mangrove.

## Ekologi
Ett föräldrapar och deras ungar bildar en flock med upp till tio medlemmar (vanligen 3 eller 4). Gruppens revir är fyra till nio hektar stort och överlappar ofta med reviret av andra flockar. De är aktiva på dagen men vilar under dagens hetaste timmar. Propithecus coquereli äter blad, frukter, blommor, bark och unga växtskott.
Honor är cirka 160 dagar dräktiga och sedan föds i juni eller juni ett enda ungdjur. Ungen klamrar sig först fast i moderns päls vid buken och klättrar senare även på moderns rygg. Efter ungefär sex månader rör sig ungen självständig och efter ett år är den full utvecklad.

## Hot och status
Arten jagas av människor och den hotas även av skogsbränder samt av skogsavverkningar för produktionen av träkol. Propithecus coquereli förekommer i en nationalpark men även där finns tjuvskyttar. IUCN uppskattar att beståndet minskade med 50 procent under de senaste 30 åren (tre generationer) och listar arten som starkt hotad (EN).